# Igreja Católica na Rússia
A Igreja Católica na Rússia é parte da Igreja Católica universal, em comunhão com a liderança espiritual do Papa, em Roma, e da Santa Sé. De acordo com a versão mais recente do Anuário Pontifício, há aproximadamente 434.000 católicos na Rússia, o que representa 1,2% da população total. Entretanto, uma pesquisa realizada em 2012 determinou que há aproximadamente 140.000 católicos no país (0,1% da população), também contando 7,2% de alemães, 1,8% de armênios, 1,3% de bielorrussos, e menos de 1% de Bashkirs. A pesquisa também revelou que os católicos são levemente mais participativos que os ortodoxos, com 25% rezando todos os dias, versus 17% dos ortodoxos.
Devido aos pontos de vista de longa data da Igreja Ortodoxa Russa, o catolicismo não é reconhecido pelo Estado como uma religião legitimamente russa, e os católicos são frequentemente vistos como estranhos, mesmo que sejam etnicamente russos. A União Soviética, que perseguia todas as religiões, também via o catolicismo como uma aliança não russa.

## Origens
Desde que a Rus (os povos eslavos orientais, que depois vieram a se tornar a Rússia, a Bielorrússia e a Ucrânia) foi convertida em 988, antes do Cisma do Oriente (1054), portanto até então ainda não existia a divisão entre católicos romanos e ortodoxos. No entanto, o Grande Cisma foi na verdade a culminação de um longo processo e as igrejas estiveram em cisma antes disso (por exemplo, o Cisma de Fócio do século IX) e já vinham se distanciando por séculos. Vários historiadores católicos do século XIX argumentaram que a Rússia se tornou católica na época do Batismo, no entanto, esta tese foi rejeitada por muitos outros historiadores.
Fontes ocidentais indicam que a Princesa Olga enviou uma embaixada ao Imperador Romano Germânico Otão I. Otão encarregou o bispo Adaldago, da Arquidiocese de Bremen, ao trabalho missionário aos Rus; Adaldago consagrou o monge Libúcio, do convento de Santo Albano, como bispo da Rússia, mas Libúcio morreu antes mesmo de entrar na Rússia. Ele foi sucedido por Adalberto, um monge do convento de São Maximino, em Tréveris, porém retornou à Alemanha depois que vários de seus companheiros foram mortos na Rússia.
Fontes ocidentais também indicam que o neto de Olga, Vladimir I, enviou emissários a Roma em 991 e que os Papas João XV e Silvestre II enviaram três embaixadas a Kiev. Um cronista alemão, Dietmar de Merseburgo, relata que o arcebispo de Magdeburgo consagrou um saxão como arcebispo da Rússia e que este chegou ao país, onde pregou o Evangelho, sendo morto com 18 dos seus companheiros em 14 de fevereiro de 1002. Nessa mesma época, o bispo Reinbert de Kolberg acompanhou a filha de Boleslau, o intrépido, ao casamento dela, quando ela se casou com o filho de Vladimir, Sviatopolk (conhecido pela história como "o Maldito" por seu posterior assassinato de seus meio-irmãos Boris e Gleb), e foi preso por seus esforços no proselitismo. Ele morreu na prisão. Bruno de Querfort foi enviado como bispo missionário para os pechenegues e passou vários meses em Kiev, em 1008; ele escreveu uma carta ao Sacro Imperador Romano Henrique II em 1009.

### Século XX
Antes de 1917 havia duas dioceses na Rússia: a Arquidiocese de Mogilev, com sua sé episcopal em São Petersburgo, e a Diocese de Tiraspol com sua sé episcopal em Saratov. Cento e cinquenta paróquias católicas estiveram presentes com mais de 250 padres para servir cerca de meio milhão de fiéis católicos no país.

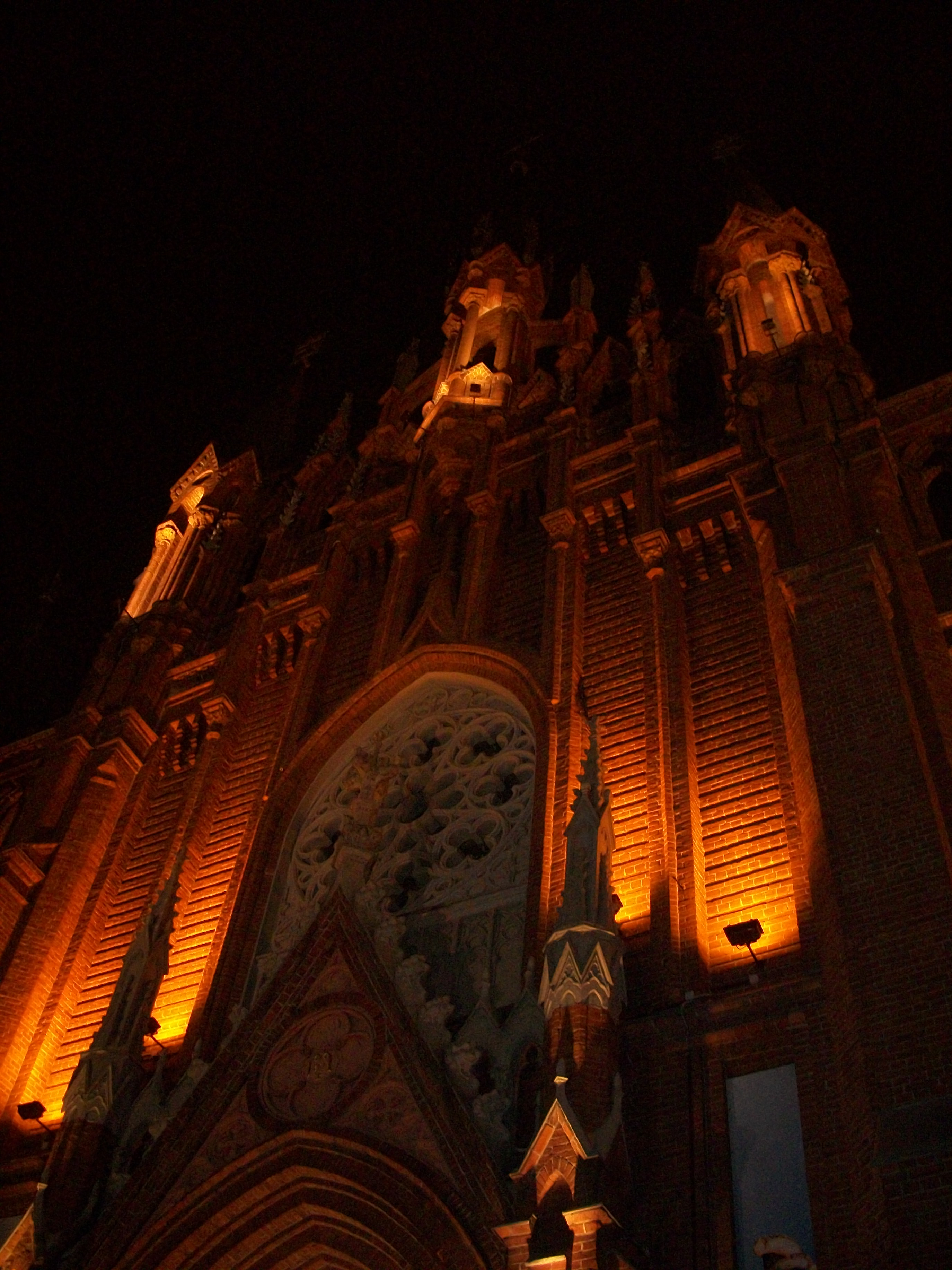
Entrada da Catedral da Imaculada Conceição da Virgem Maria, inaugurada em 1911, fechada pelas autoridades comunistas em 1937 e reaberta em 1999.

Durante os setenta anos do período soviético (1917—1987), muitos fiéis católicos perderam a vida, foram perseguidos ou foram presos por sua fé. Além de cristãos, os católicos tinham um estigma adicional por pertencerem a uma denominação que, ao contrário dos ortodoxos, era (e ainda é) considerada não indígena russa. No final da década de 1930, havia apenas duas igrejas católicas em funcionamento na URSS: a Igreja de São Luís, em Moscou, e a Igreja de Nossa Senhora de Lourdes, em São Petersburgo.
Após a fome de 1921, a Igreja Católica enviou a chamada Missão Papal de Socorro à Fome para a Rússia, liderada pelo jesuíta americano Edmund A. Walsh. A missão também conseguiu assegurar para o Vaticano as relíquias de Santo André Bobola, que foram então levadas a Roma pelo Diretor Assistente da Missão, Louis J. Gallagher.

### Século XXI
Afiliação étnica dos católicos na Rússia (2012)
Há atualmente por volta de 140.000 católicos na Rússia – cerca de 0,1% da população total. Após o colapso da União Soviética, se estimava que haviam 500.000 católicos no país, porém muitos retornaram a seus países de origem, como Alemanha, Bielorrússia e Ucrânia. Os membros etnicamente europeus da Igreja Católica estão envelhecendo ou diminuindo rapidamente, ainda eles representam a maior parte do alto clero. Ao mesmo tempo, os números dos russos étnicos contam mais com fiéis jovens, especialmente crianças de famílias mistas entre russos e outros europeus, e que são registradas como etnicamente russas. Há também um ligeiro impulso nos católicos pela imigração de armênios, alguns dos quais são católicos, e um pouco das comunidades de minorias étnicas da Rússia também tem pequenas populações católicas.
O arcebispo de Moscou expressou seu apoio à educação religiosa em escolas públicas, citando o exemplo de outros países.
As relações com a Igreja Ortodoxa Russa têm sido difíceis durante quase um milênio, e tentativas de restabelecer o catolicismo encontraram oposição. O Papa João Paulo II durante anos expressou o desejo de visitar a Rússia, mas a Igreja Ortodoxa Russa tem resistido.
Em abril de 2002, o Bispo Jerzy Mazur, da Diocese de São José em Irkutsk, na Sibéria Oriental, foi destituído de seu visto, forçando a nomeação de um novo bispo para aquela diocese; ele é agora o bispo da Diocese de Elk na Igreja Católica na Polônia. Em 2002, a cinco padres católicos estrangeiros foram negados vistos para retornar à Rússia, e a construção de uma nova catedral foi bloqueada em Pskov, e uma igreja no sul da Rússia foi baleada. No dia de Natal de 2005, ativistas ortodoxos russos planejavam impedir a realização da missa do lado de fora da catedral católica de Moscou, mas acabou sendo foi cancelado. Apesar do recente descongelamento das relações, com a eleição do Papa Bento XVI, ainda há questões como a prontidão da polícia para proteger os católicos e outras minorias da perseguição.
Mil fiéis católicos russos compareceram à catedral da Imaculada Conceição de Moscou para assistir ao funeral do Papa João Paulo II.
Uma conferência ecumênica em 2004 foi organizada para as "religiões tradicionais" da Rússia, como o cristianismo ortodoxo, o judaísmo, o islamismo e o budismo, excluindo, portanto, o catolicismo.

## Organização territorial
A província eclesiástica de Moscou consiste na Arquidiocese de Moscou com três dioceses sufragâneas em Saratov, Irkutsk e Novosibirsk. Essas quatro dioceses compreendem toda a Rússia, além do Oblast de Sacalina, que forma a "Prefeitura Apostólica de Yuzhno Sakhalinsk".
| - Arquidiocese de Moscou - Diocese de Saratov - Diocese de Irkutsk - Diocese de Novosibirsk - Prefeitura Apostólica de Yuzhno Sakhalinsk |

Essas dioceses e essa prefeitura apostólica seguem o rito latino. Existe uma jurisdição separada para aqueles do rito bizantino, chamado de Exarcado Apostólico de São Petersburgo, mas tem poucos seguidores. Não há um exarca desde 1935, mas em 2004 o bispo latino Joseph Werth foi nomeado Ordinário para os Católicos Bizantinos na Rússia.
As então Administrações Apostólicas formaram-se na atual arquidiocese de Moscou e as três dioceses em fevereiro de 2002.

### Crimeia
Embora a Crimeia tenha sido anexada pela Federação Russa em março de 2014, isso não é levado em conta pela hierarquia católica. Os católicos de rito latino da Crimeia, portanto, pertencem à Diocese de Odessa-Simferopol, que é sufragânea da Arquidiocese de Lviv. Os católicos de rito bizantino pertencem ao Exarcado Arquiepiscopal da Crimeia, que é sufragâneo da Arquieparquia de Kiev.

## Igreja Católica Bizantina Russa
À parte da Igreja latina, há também a Igreja Católica Bizantina Russa (para os católicos russos do Rito Bizantino), que seguem as tradições eclesiásticas russas e usa a língua russa. Estabelecida em 1905.